# 古俄關係

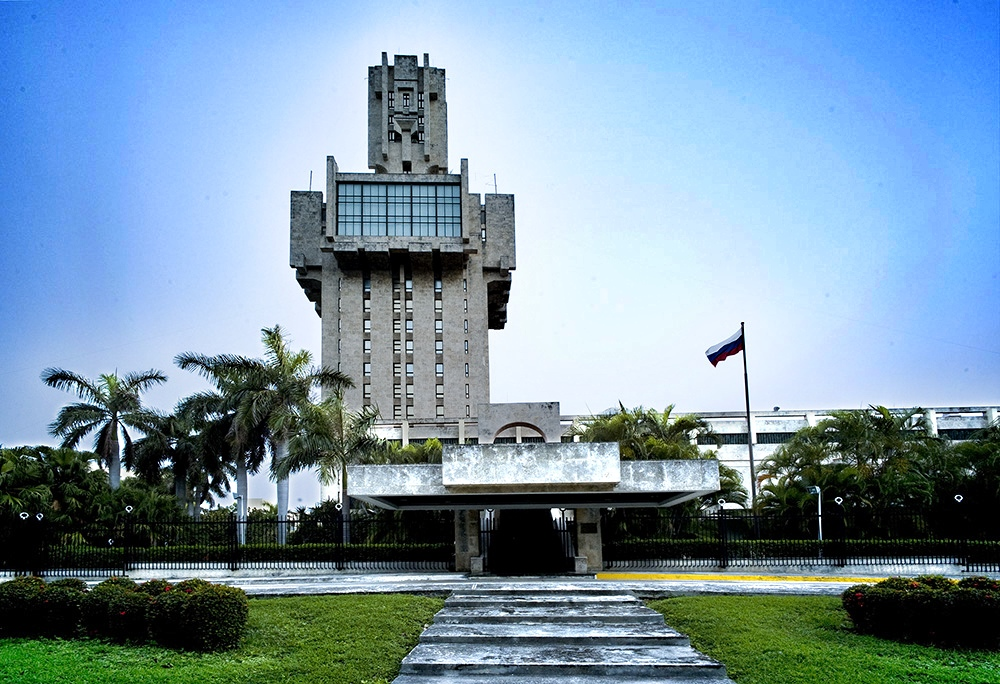
俄罗斯驻古巴大使馆

古俄关系 (俄语：Российско-кубинские отношения) 指的是古巴与俄罗斯之间的外交关系，两国之间的关系可追溯到第二次世界大战时期。俄罗斯在古巴首都哈瓦那设立大使馆，古巴亦在俄罗斯首都莫斯科设立大使馆，并在圣彼得堡设有名誉领事馆，在古巴人口中大约有55000名为俄裔。
根据2016年一项调查显示，有67%的古巴人对俄罗斯持正面印象，8%的人持负面印象。

## 古巴与苏联关系

### 古巴革命前的两国关系
古巴与苏联于1942年首次建立外交关系，当时的苏联驻美国大使马克西姆·马克西莫维奇·李维诺夫于1943年在古巴首都哈瓦那设立大使馆，同年富尔亨西奥·巴蒂斯塔的特使访问莫斯科。
二战后，巴蒂斯塔在1952年政变后重新掌权，并断绝了与苏联的外交关系。

### 古巴革命后
1959年古巴革命以后，由于古巴实行一系列改革措施引起美国的不满并导致古巴与美国关系出现恶化，古巴转而在外交上实行亲苏政策，并与同年恢复与苏联的外交关系。1972年，古巴加入由苏联主导的经济互助委员会。

## 苏联解体后的两国关系

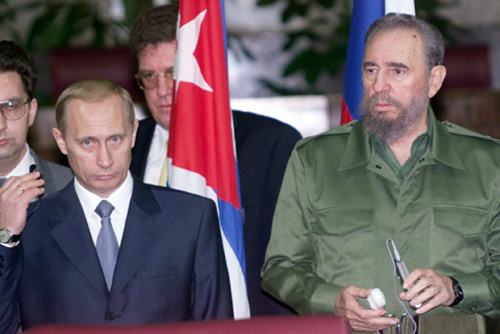
弗拉基米爾·普丁於2000年訪問古巴，與菲德爾·卡斯楚會面

自1991年蘇聯解體以來，古巴和俄羅斯一直保持著外交關係。弗拉基米爾·普京於2000年上臺後，兩國關係有所改善。2000年12月，普京訪問古巴，他與菲德爾·卡斯特羅一起呼籲解除對古巴的封鎖。俄羅斯仍然是古巴的主要債權國，兩國之間保持著密切的經濟聯繫。古巴堅決支持俄羅斯在2008年南奧塞梯戰爭中的立場。2008年秋，古巴和俄羅斯加強了在經濟領域的聯合合作。俄羅斯副總理伊戈爾·謝欽（Igor Sechin）於2008年多次訪問古巴，以加強經濟和政治聯繫。俄羅斯是2008年秋季三次颶風摧毀古巴后第一個向古巴提供援助的國家。俄羅斯提供的援助包括四架飛機的食品、醫療用品和建築用品。
2008年11月，俄羅斯總統德米特里·梅德韋傑夫訪問古巴，以加強經濟聯繫，允許俄羅斯公司在古巴水域近海鑽探石油，並允許俄羅斯礦業公司在古巴開採鎳。勞爾·卡斯特羅於2009年1月28日至2009年2月4日前往莫斯科進行為期一周的訪問。會談包括向哈瓦那提供價值2000萬美元的信貸，並向古巴提供25,000噸糧食作為人道主義援助。
2009年7月，俄羅斯在與古巴簽署協議后開始在墨西哥灣進行石油勘探。根據新協議，俄羅斯還批准了1.5億美元的貸款，用於購買建築和農業設備。2013年，梅德韋傑夫再次訪問古巴，簽署了教育，衛生，水文氣象，航空和空間技術協定。
2014年3月俄羅斯從烏克蘭併吞克里米亞后，古巴承認克里米亞是俄羅斯的一部分。
2014年7月，弗拉基米爾·普京也訪問了古巴，宣傳他決定清除古巴對俄羅斯的350億美元債務的90%，並宣佈了投資古巴海上石油工業的交易。
2022年，古巴政府針對俄羅斯入侵烏克蘭表示支持俄羅斯的「自衛」，但反對俄羅斯以入侵方式解決爭端，認為應透過外交談判解除危機，同時譴責美國對烏克蘭危機應負責任。
2023年9月，古巴外交部部長布魯諾·羅德里格斯·帕里利亞證實破獲由俄羅斯運作的人口販運鏈，其試圖招募在俄古巴人加入僱傭軍參與入侵烏克蘭。古巴外交部聲明不參加烏克蘭戰爭，並表示「古巴對僱傭軍行為持堅定且明確的歷史態度」。
2024年，俄軍軍艦幾度頻頻訪問古巴，各方認為是主要是政治性姿態而非結盟，不過此舉多少能加強經濟與文化聯繫。
2025年1月初，俄罗斯与古巴敲定燃料供应协议。